# Fascismens stora råd
Fascismens stora råd (italienska: Gran Consiglio del Fascismo) bildades den 12 januari 1923 som det högsta organet för det italienska fascistpartiet (jmfr politbyrå). Från 9 december 1928 till den 25 juli 1943 fungerade det under namnet Gran Consiglio Nazionale del Fascismo som officiellt statsorgan. Till korporationskammarens införande 1939 utsågs ledamöterna i den italienska deputeradekammaren genom folkomröstning om en lista utformad i av Stora rådet på förslag av de 1927 bildade korporationerna, grenvisa sammanslutningar av fackföreningar och arbetsgivarföreningar.

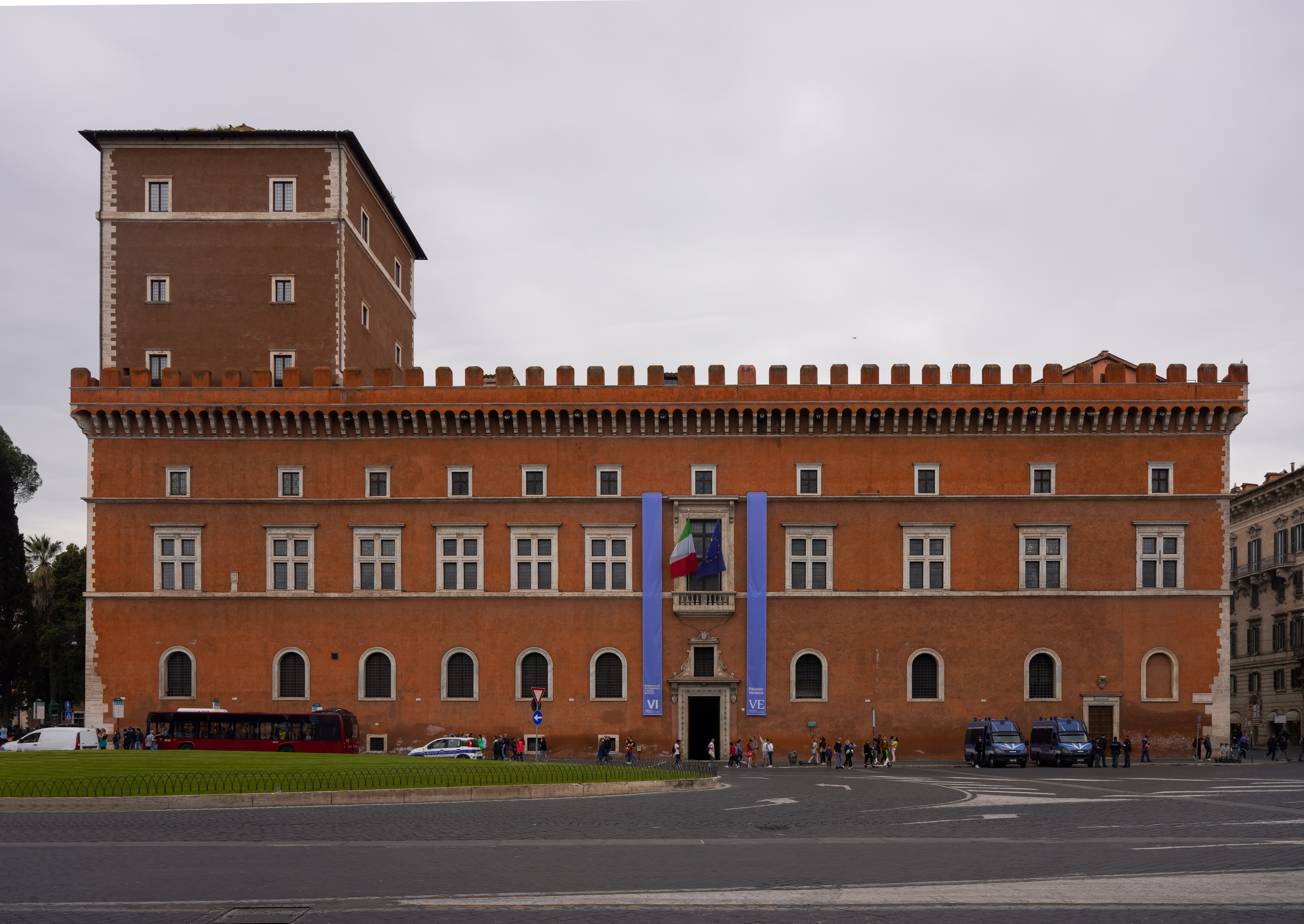
Palazzo Venezia var säte för fascismens nationella stora råd 1928-1943.

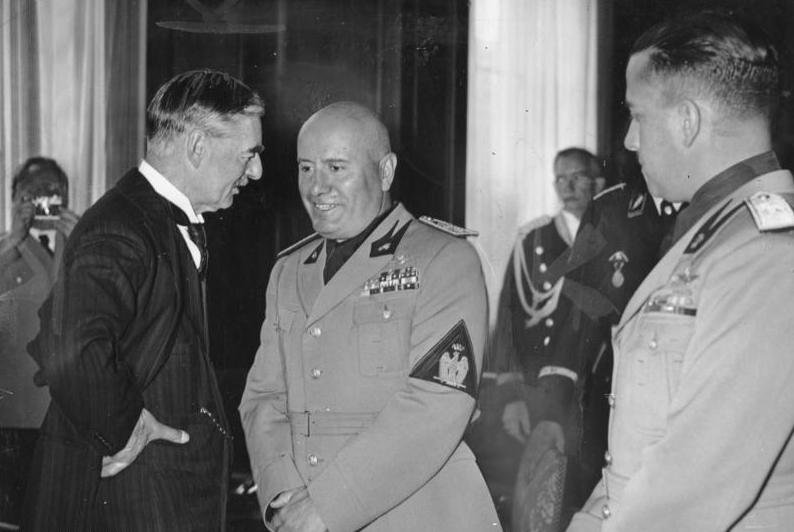
Den brittiske premiärministern Neville Chamberlain med Mussolini och utrikesminister Galeazzo Ciano vid undertecknandet av Münchenavtalet, 1938.

## Sammansättning
Som regeringsorgan hade det följande sammansättning:
- Benito Mussolini, regeringschef och Il Duce del Fascismo
- Michele Bianchi, quadrumvir (död 1930)
- Emilio De Bono, quadrumvir
- Cesare Maria De Vecchi, quadrumvir
- Italo Balbo, quadrumvir (död 1940)
- Talmannen i senaten
- Talmannen i deputeradekammaren (förbunds- och korporationskammaren efter 1939)
- Justitieministern
- Utrikesministern
- Jordbruksministern
- Utbildningsministern
- Korporationsministern
- Kulturministern
- Ordföranden för kungliga akademin (1930-37 Guglielmo Marconi)
- Ordföranden för specialdomstolen
- Ordföranden för de olika korporationerna
- Stabschefen för fascistmilisen
- Partisekreteraren för fascistpartiet (som även var rådets sekreterare)
- Ledamöter utsedda direkt av Il Duce på treåriga mandat

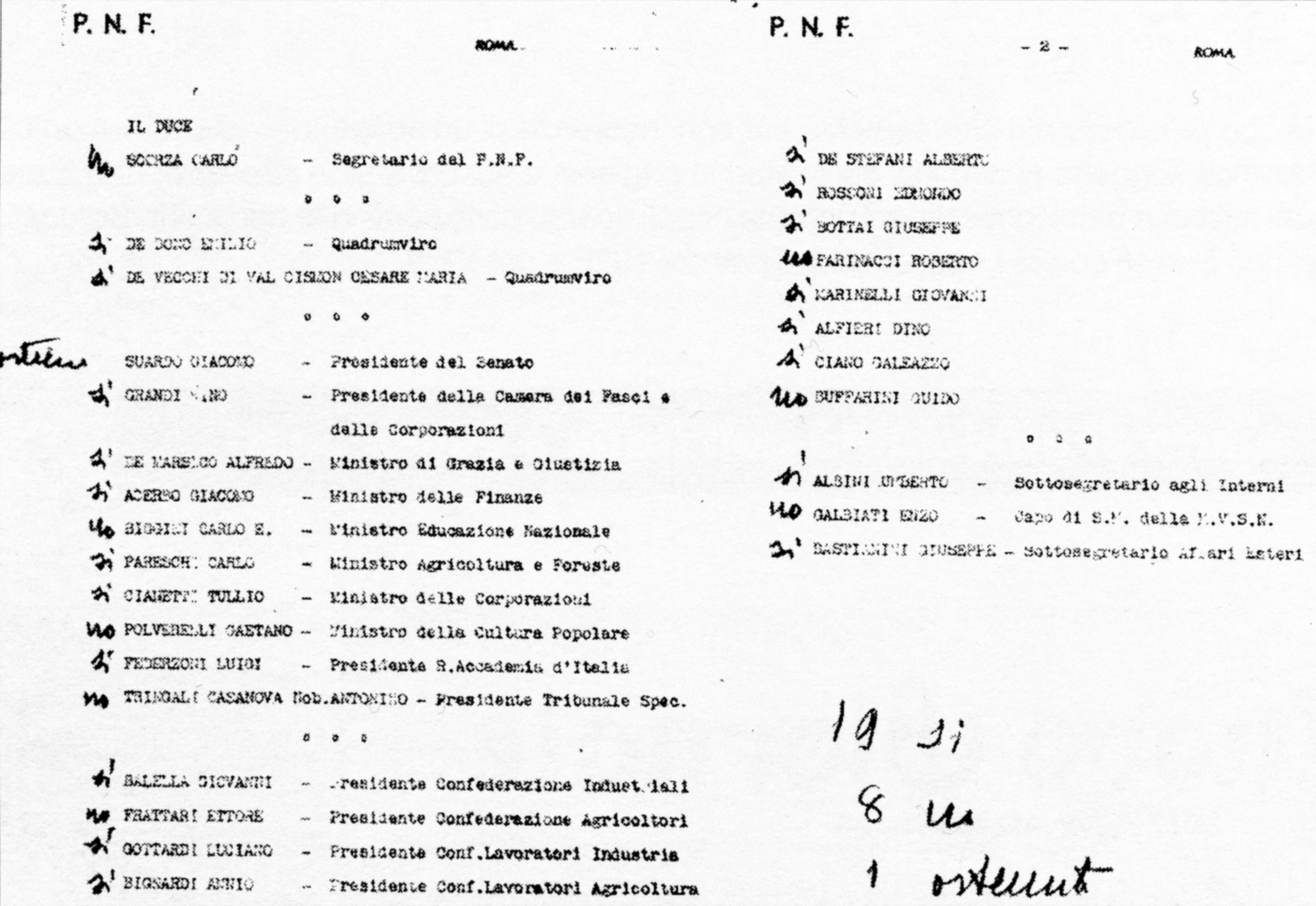
Röstlistan för Dino Grandis resolution som avsatte Mussolini, den 25 juli 1943.

## Avsättningen av Mussolini
Mussolini var självskriven som ordförande i stora rådet, men han var också ansvarig inför detta. Efter att regimen successivt urholkat och ersatt de allmänna valen, för att slutligen avskaffa varje form av plebiscit genom att ersätta deupteradekammaren med en uppifrån utsedd korporationskammare, var rådet den enda instans som innebar någon form av kontroll gentemot Mussolinis maktbefogenheter som regeringschef (Capo del Governo) och som ledare för den italienska fascismen (Duce del Fascismo).
Vid mötet den 24 juli 1943, två veckor efter de allierades invasion av Sicilien, framlade den tidigare utrikesministern och dåvarande talmannen i korporationskammaren Dino Grandi en resolution om att låta kung Viktor Emanuel III återta sina konstitutionella befogenheter, och underförstått utse en ny premiärminister i stället för Mussolini. Omröstningar skulle egentligen inte förekomma i rådet, men beroende på de speciella omständigheterna föreföll detta nödvändigt. Vid omröstningen, som ägde rum på natten den 25 juli, ställde sig en majoritet bakom resolutionen med ett röstetal om 19 röster för, 8 röster emot och en nedlagd.
Till dem som röstade för avsättningen hörde Galeazzo Ciano, tidigare utrikesminister och tillika svärson till Mussolini. Greve Ciano skulle senare få betala dyrt för sitt svek då han efter att Salòrepubliken upprättats dömdes till döden och blev arkebuserad i januari 1944, utan att Mussolini ingrep för att benåda honom. Händelserna ligger till grund för den bok som Mussolinis dotterson Fabrizio Ciano lät publicera 1991, under titeln "När morfar lät skjuta pappa".